# Марковский район
Ма́рковский район (укр. Ма́рківський райо́н) — упразднённый административный район Луганской области Украины. В 2020 году территория района вошла в состав Старобельского района. Де-факто в ходе российской оккупации и аннексии был восстановлен.
Год образования — 1923. Административный центр — пгт Марковка. Расстояние от административного центра до Луганска — 125 км. Площадь — 1,2 тыс. кв. км.

## Население
14 435 человек (1 января 2019 года), в том числе городское население — 5 717 человек. Сельское: 8 718 человек.

## География

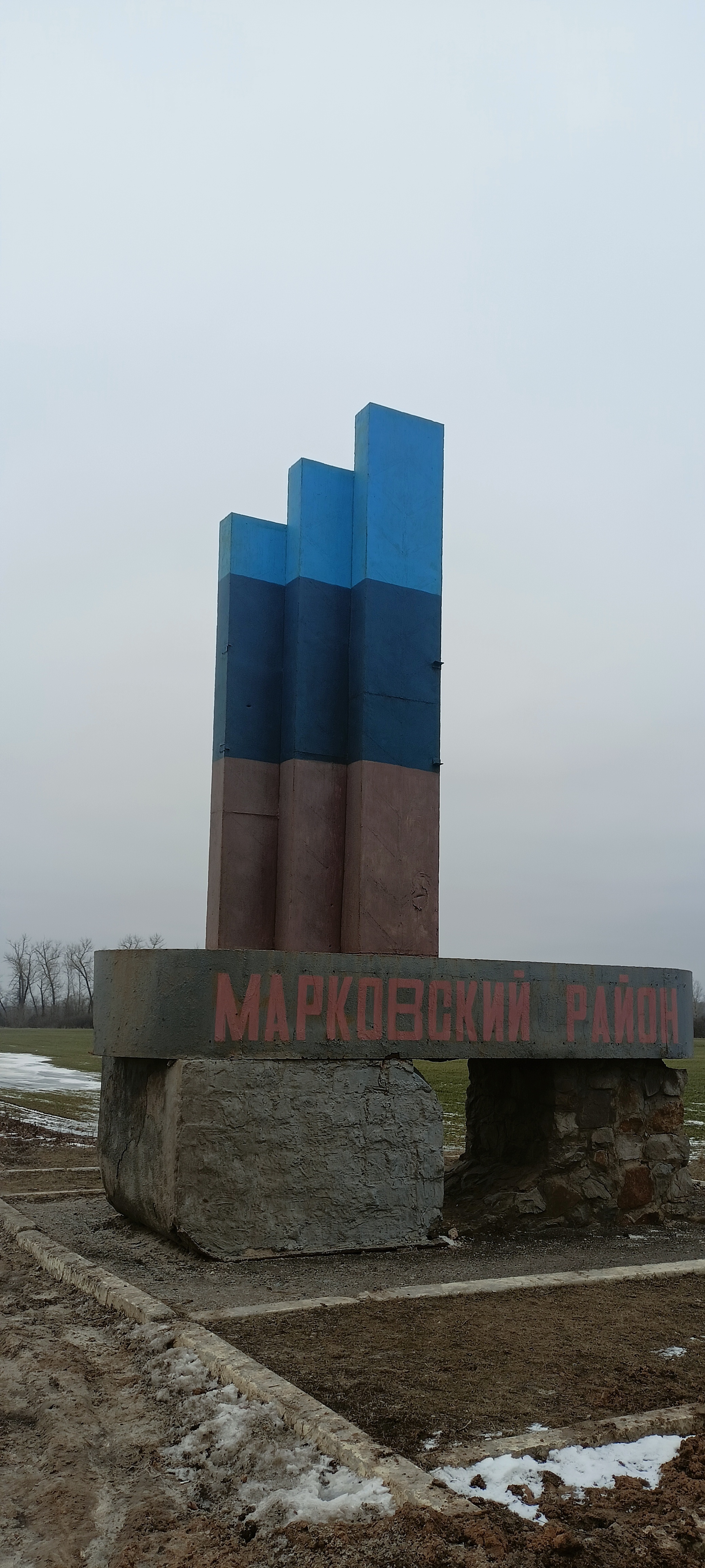

Территорией района протекают реки: Деркул, Лизная. Также украинско-российская граница с Кантемировским районом Воронежской области.

## Административное деление
Количество советов:
- поселковых — 1
- сельских — 8

Количество населённых пунктов:
- пгт — 1 — Марковка
- сёл — 33

## Экономика
Пгт Марковка — центр молочной промышленности и сельского хозяйства лучной направленности.